# Pieter van Chanu

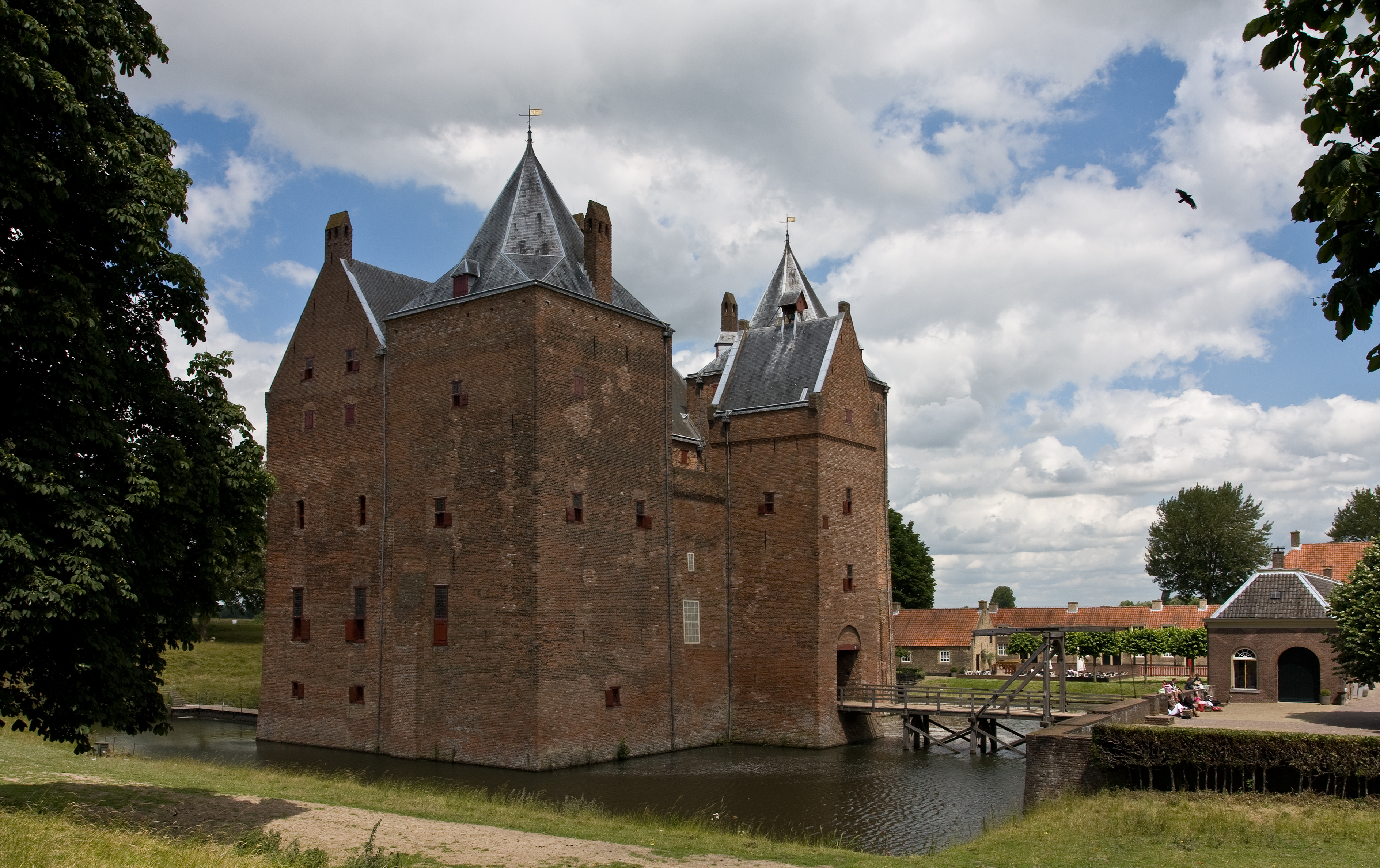
Slot Loevestein

Pieter van Chanu (overleden circa 1570) was een Nederlands edelman en van 1532 tot 1542 kastelein van slot Loevestein. Hij werd ook wel Pierre de Chanu genaamd.

## Leven en werk
Pieter werd in 1532 door keizer Karel V aangesteld als kastelein van Loevestein, tegen een jaarlijkse wedde van 230 pond en voor het onderhouden van vier soldaten nog eens 220 pond. Frederik van Renesse die het slot in 1529 bezocht, om te oordelen of het nog krijgskundige waarde had, concludeerde dat het kasteel nergens toe diende en in de geschiedenis nog nergens toe had gediend en noemde het bouwwerk 't huis van vrede.
Als kastelein draagt hij op 11 september 1542 het slot Loevestein over aan Adam van der Duijn. In hetzelfde jaar verwerft hij de ambachtsheerlijkheid van Werkendam.
Pieter trouwde en verkreeg uit dat huwelijk 4 kinderen:
- Anna van Chanu (overleden 1591), trouwde met Laurens van Bronckhorst
- Hector van Chanu
- Cornelia van Chanu
- Helena van Chanu